# Bar-sur-Seine
Bar-sur-Seine je naselje in občina v severnem francoskem departmaju Aube regije Šampanja-Ardeni. Leta 2012 je naselje imelo 3.193 prebivalcev.

## Geografija
Naselje leži v pokrajini Šampanji ob reki Seni in njenem desnem pritoku Ource, 30 km jugovzhodno od središča departmaja Troyesa.

## Uprava
Bar-sur-Seine je sedež istoimenskega kantona, v katerega so poleg njegove vključene še občine Bourguignons, Briel-sur-Barse, Buxeuil, Chappes, Chauffour-lès-Bailly, Courtenot, Fouchères, Fralignes, Jully-sur-Sarce, Marolles-lès-Bailly, Merrey-sur-Arce, Poligny, Rumilly-lès-Vaudes, Saint-Parres-lès-Vaudes, Vaudes, Villemorien, Villemoyenne, Ville-sur-Arce, Villiers-sous-Praslin, Villy-en-Trodes in Virey-sous-Bar z 17.220 prebivalci.
Kanton je sestavni del okrožja Troyes.

## Zanimivosti
- cerkev sv. Štefana,
- cerkev Notre-Dame du Chêne.
- Château de Bar-sur-Seine, ruševine srednjeveškega gradu, uničenega v 16. stoletju.